# Consolidated PB4Y-2 Privateer

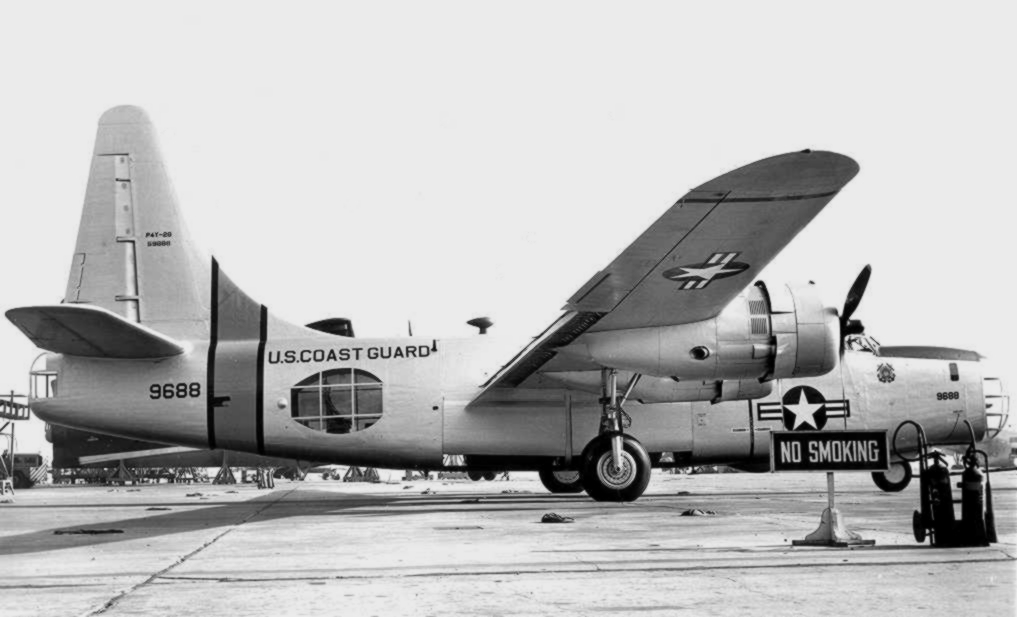
Un Privateer a terra; si noti l'ampia finestratura laterale presente sulla fusoliera

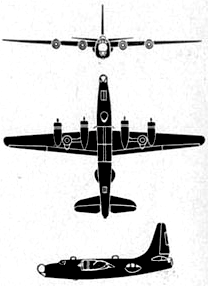
Proiezione ortogonale di un PB4Y-2 Privateer

Il Consolidated PB4Y-2 Privateer  (corsaro in inglese), era un aereo da pattugliamento marittimo quadrimotore ad ala medioalta prodotto dall'azienda statunitense Consolidated Aircraft Corporation nella prima parte degli anni quaranta.
Derivato dal bombardiere B-24 Liberator venne impiegato dalla United States Navy, la Marina militare degli Stati Uniti d'America, durante la seconda guerra mondiale.

## Storia del progetto
L'U.S. Navy durante la seconda guerra mondiale ricevette molti B-24 ridenominati, come da uso, PB4Y-1 Liberator e che vennero impiegati per il pattugliamento marittimo, in particolare antisom, con buoni risultati. Tuttavia la Marina chiese di sviluppare una versione del Liberator ottimizzata per queste missioni.
Nel settembre 1943 la Consolidated sviluppò la nuova versione denominata PB4Y-2 Privateer che venne poi prodotta nello stabilimento Consolidated di San Diego.

## Tecnica
Il Privateer conservava l'aspetto generale del Liberator da cui derivava ma ne era immediatamente distinguibile per la diversa parte posteriore. La coda, a differenza del Liberator, era dotata di un'unica grande deriva simile a quella del Douglas B-23 Dragon introdotta per migliorare la stabilità e manovrabilità a bassa quota.
La sezione aeronautica della Ford Motor Company aveva sperimentato la nuova coda sul prototipo XB-24K con buoni risultati, ma adottare la modifica per la produzione di serie dei Liberator avrebbe richiesto tempi e costi eccessivi.
La nuova coda era però giustificata per la realizzazione della nuova versione per l'U.S. Navy, già molto diversa.
Un'altra differenza nella struttura era il muso allungato di circa 2,13 m per fare posto alla postazione del navigatore.
Sotto al muso c'erano molte carenature ed antenne per il radar aria-superficie ed i sistemi di guerra elettronica.
I motori erano quattro Pratt & Whitney R-1830-94 da 1 350 hp ciascuno privi di turbocompressori, non necessari su di un aereo per cui non era previsto di volare ad alta quota. I nuovi motori erano riconoscibili dalle prese d'aria per il raffreddamento dell'olio poste sopra e sotto al motore invece che ai due lati come le versioni precedenti impiegate sui Liberator.
L'equipaggio era costituito da due piloti, un navigatore, un bombardiere, due operatori radio e cinque mitraglieri.

### Armamento
Il PB4Y-2 aveva dodici mitragliatrici Browning M2 da 12,7 mm, distribuite a coppie nelle seguenti postazioni:
- una torretta sferica ERCO 250 SH in posizione frontale (i primi aerei avevano torretta frontale Consalidated-Emerson A-6);
- due torrette dorsali Martin A-3D;
- una torretta caudale Consalidated-Emerson A-6B;
- una torretta laterale ERCO 250 THE su ogni lato della fusoliera

L'angolo di tiro di 30° gradi oltre la verticale delle torrette laterali permetteva di coprire interamente la parte inferiore dell'aereo rendendo superfluo un armamento difensivo ventrale.

## Impiego operativo

### Canada
Il modello venne adottato dalla Royal Canadian Air Force.

### Francia
Il modello venne adottato dalla Marina nationale, la marina militare francese, ed integrato in alcuni reparti dell'Aviation navale, la sua componente aerea.

### Honduras
Il modello venne adottato dalla Fuerza Aérea Hondureña, l'aeronautica militare del paese centroamericano.

### Taiwan
I PB4Y-2 Privateer vennero integrati nella Chung-Hua Min-Kuo K'ung-Chün, l'aviazione militare della nazione asiatica. Nel 1961 un Privateer venne abbattuto da un Sea Fury dell'aviazione birmana durante una missione di aviolancio di rifornimenti a guerriglieri in Birmania, è molto probabilmente l'ultimo Privateer perso in combattimento.

### Stati Uniti d'America

#### United States Navy
Tra il marzo del 1944 e l'ottobre 1945 l'U.S. Navy ricevette complessivamente 739 Privateer che vennero impiegati per pattugliamento marittimo antinave ed antisommergibile durante la seconda guerra mondiale.
Nell'aprile 1950 un Privateer del VP-26 venne abbattuto da MiG-15 sovietici sul Mar Baltico.
Durante la guerra di Corea i Privateer vennero impiegati per pattugliamento marittimo per prevenire l'infiltrazione via mare di sabotatori e per l'illuminazione dei bersagli per missioni di bombardamento notturno.
Nel 1951 i PB4Y-2 Privateer vennero ridenominati P4Y-2 Privateer nonostante il P4Y-1 fosse un idrovolante bimotore, il Consolidated Model 31.
I Privateer dell'U.S. Navy vennero impiegati in missioni di trasporto in appoggio alle forze armate francesi in Vietnam a partire dall'estate del 1952.
I Privateer dell'U.S. Navy vennero radiati nel 1954 ma molti PB4Y-2G disarmati vennero impiegati dall'United States Coast Guard come aerei da ricerca e soccorso fino al 1958.
Alcuni droni PB4Y-2K vennero impiegati dall'U.S. Navy fino ai primi anni sessanta, rinominati P4Y-2K nel 1951 e QP-4B con il nuovo sistema di designazione già usato dall'USAF ed imposto alle altre forze armate nel 1962.
L'ultimo drone QP-4B venne abbattuto il 18 gennaio 1964.

##### Livree
Per gli aerei da pattugliamento marittimo di base a terra la livrea dal trenta dicembre 1940 era blu opaco FS 35189 sulle superfici superiori e grigio chiaro opaco FS 36440 sulle superfici inferiori.
Il primo febbraio 1943 venne adottata una nuova livrea più complessa con:
blu mare opaco FS35042 sulla parte superiore della fusoliera, i raccordi tra ala e fusoliera ed i bordi d'attacco alari e dei timoni per il 5% della superficie;
blu mare semilucido FS25042 sulle parti superiori di ali e timoni per il 95% della superficie;
blu medio opaco FS35164 sulle superfici laterali della fusoliera e della deriva;
bianco opaco FS37875 sulle superfici inferiori.
Questa livrea, adottata da quasi tutti gli aerei dell'US Navy in tempi leggermente diversi è comunemente detta a tre toni di blu.
Il trenta dicembre 1944 venne adottata una livrea interamente blu mare lucido FS15042.
Gli aerei impiegati per pattugliamento antisommergibile nell'Atlantico avevano una livrea blu mare opaco FS35042 sulle superfici superiori e bianco opaco FS37875 sulle superfici inferiori.
Dal maggio 1944 alcuni B-24 di base nel Regno Unito avevano una livrea con grigio chiaro opaco FS 36440 sulle superfici superiori e bianco opaco FS37875 sulle superfici laterali ed inferiori.
Alcuni erano grigio scuro opaco FS 36231 sulle superfici superiori, grigio chiaro opaco FS 36440 sulle superfici laterali e bianco lucido FS17875 sulle superfici inferiori.

#### United States Coast Guard

##### Livree
Durante la guerra l'USCG venne integrata nell'US Navy, adottandone anche le livree.
Dopo la guerra tornò ad essere indipendente, gli aerei erano lasciati non verniciati, quelli impiegati per missioni di ricerca e soccorso avevano una fascia in fusoliera prima della coda e le estremità delle ali in giallo cromo lucido FS13432 bordate di nero.
Nel 1960 venne adottata una nuova livrea interamente bianco lucido FS17875 con le fasce in rosso semilucido fluorescente FS28913.
Occorre ricordare che spesso gli aerei non vengono ridipindinti subito dopo l'emissione di una direttiva ma quando necessario o comodo per attività di revisione o modifiche che causano già il fermo dell'aereo per tempi lunghi.

#### Altri utilizzatori
Alcuni Privateer vennero convertiti in aerei antincendio ed impiegati da operatori civili nella lotta aerea antincendio con il compito di sganciare liquidi ritardanti sugli incendi boschivi.
Il 18 luglio 2002 il PB4Y-2 66260 della Hawkins and Powers Aviation del Wyoming si spezzò in volo durante una missione antincendio presso il parco nazionale delle Montagne Rocciose, entrambi i piloti rimasero uccisi. A causa dell'incidente tutti i Privateer vennero definitivamente radiati.

## Versioni
- PB4Y-2 :
- PB4Y-2B:
- PB4Y-2M:
- PB4Y-2S:
- PB4Y-2G:
- PB4Y-2K:
- P4Y-2 :
- P4Y-2B:
- P4Y-2M:
- P4Y-2S:
- P4Y-2G:
- P4Y-2K :
- QP-4B :

## Utilizzatori
Canada
- Royal Canadian Air Force

 Francia
- Aviation navale

 Honduras
- Fuerza Aérea Hondureña

 Taiwan
- Chung-Hua Min-Kuo K'ung-Chün

 Stati Uniti
- United States Navy
- United States Coast Guard